# Wiler (Lötschen)

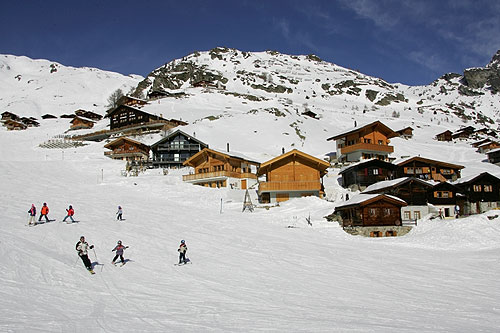
Lauchernalp

Wiler (Lötschen), im walliserdeutschen Ortsdialekt Wiilär [ʋiːlær], ist eine Munizipalgemeinde und eine Burgergemeinde sowie eine Pfarrgemeinde im deutschsprachigen Teil des Schweizer Kantons Wallis. Sie gehört zum Bezirk Westlich Raron.

## Geographie
Wiler ist eine der vier Gemeinden des Lötschentals, neben Ferden, Kippel und Blatten.

## Geschichte
Der Ort findet sich 1363 als Wyllere erstmals erwähnt. Im Jahre 1900 wurde am «roten Segensonntag» (17. Juni) fast das ganze Dorf durch eine Feuersbrunst in Schutt und Asche gelegt. 1876 und 2011 brachte auch der Milibach Verwüstung. Mit einer Strasse für den Motorfahrzeugverkehr wurde der Ort (wie das ganze Tal) erst 1953 erschlossen.

## Infrastruktur
Wiler ist der Standort des gemeinsamen Kindergartens und der gemeinsamen Primarschule der vier Lötschental-Gemeinden. Die Orientierungsschule befindet sich im Nachbarort Kippel.
Der Ort ist das touristische und sportliche Zentrum des Lötschentals. Von Wiler führt eine 1972 eröffnete und 1994 neu gebaute Luftseilbahn auf die Alpe Lauchernalp in knapp 2000 m Höhe, wo sich eine Feriensiedlung und ein Skisportgebiet mit Anlagen und Pisten bis 3100 Meter Höhe befinden.

## Bevölkerung
| Bevölkerungsentwicklung | Bevölkerungsentwicklung | Bevölkerungsentwicklung | Bevölkerungsentwicklung | Bevölkerungsentwicklung | Bevölkerungsentwicklung | Bevölkerungsentwicklung | Bevölkerungsentwicklung | Bevölkerungsentwicklung | Bevölkerungsentwicklung |
| ----------------------- | ----------------------- | ----------------------- | ----------------------- | ----------------------- | ----------------------- | ----------------------- | ----------------------- | ----------------------- | ----------------------- |
| Jahr                    | 1798                    | 1802                    | 1850                    | 1900                    | 1950                    | 2000                    | 2010                    | 2020                    | 2023                    |
| Einwohner               | 172                     | 150                     | 181                     | 228                     | 338                     | 488                     | 546                     | 565                     | 539                     |

## Persönlichkeiten
- Joseph Blötzer (1849–1910), Jesuit und Historiker
- Wilhelm Ebener (1898–1980), Grossrat (1937–1941), Kantonsrichter (1944–1963)
- Innozenz Lehner (1917–2000), Grossrat (1953–1969), Grossratspräsident (1968–1969), Nationalrat (1967–1975)
- Beat Rieder (* 1963), Jurist und Politiker, Ständerat